# Hospital de San Ginés
El Hospital de San Ginés (Hospital de los Caballeros de San Ginés o Hospital de Peregrinos de la calle Arenal) fue una institución sanitaria de la Villa de Madrid. Considerado uno de los hospitales más antiguos de la capital de España, se desconoce fecha de fundación documentada. En principio se instaló en el arrabal de Santa Cruz, junto a la ermita de Nuestra Señora de Atocha y como residencia de los peregrinos que venían a ver la Virgen de Atocha. Luego se trasladó a la calle del Arenal en las inmediaciones de la Iglesia de San Ginés de Arlés en el arrabal de San Ginés. Antes de la reducción de hospitales que impuso Felipe II se denominaba Hospital de Santiago de los Caballeros.